# Supercoppa francese (pallavolo maschile)
La Supercoppa francese è una competizione pallavolistica per squadre di club francesi maschili, organizzata con cadenza annuale dalla LNV.

## Edizioni
| Edizione      | Edizione          | Podio           | Podio         | Podio           |
| Anno          | Sede della finale | Campione        | Risultato     | Finalista       |
| ------------- | ----------------- | --------------- | ------------- | --------------- |
| 2004 Dettagli | Orléans           | Paris           | 3 - 1         | Tours           |
| 2005 Dettagli | Tours             | Tours           | 3 - 0         | Cannes          |
| 2006 Dettagli | Tours             | Paris           | 3 - 0         | Tours           |
| 2006-11       | -                 | Non disputata   | Non disputata | Non disputata   |
| 2012 Dettagli | Tours             | Tours           | 3 - 1         | Rennes          |
| 2013 Dettagli | Tours             | Paris           | 3 - 2         | Tours           |
| 2014 Dettagli | Parigi            | Tours           | 3 - 2         | Paris           |
| 2015 Dettagli | Parigi            | Tours           | 3 - 1         | Paris           |
| 2016 Dettagli | Ajaccio           | Gazélec Ajaccio | 3 - 2         | Paris           |
| 2017 Dettagli | Mulhouse          | Chaumont        | 3 - 1         | Gazélec Ajaccio |
| 2018-20       | -                 | Non disputata   | Non disputata | Non disputata   |
| 2021 Dettagli | Chaumont          | Chaumont        | 3 - 0         | Cannes          |
| 2022 Dettagli | Chaumont          | Montpellier     | 3 - 1         | Chaumont        |
| 2023 Dettagli | Tours             | Tours           | 3 - 1         | Chaumont        |
| 2024 Dettagli | Rezé              | Montpellier     | 3 - 1         | Saint-Nazaire   |

## Palmarès
| Squadra         | Titolo | Edizione                     |
| --------------- | ------ | ---------------------------- |
| Tours           | 5      | 2005, 2012, 2014, 2015, 2023 |
| Paris           | 3      | 2004, 2006, 2013             |
| Chaumont        | 2      | 2017, 2021                   |
| Montpellier     | 2      | 2022, 2024                   |
| Gazélec Ajaccio | 1      | 2016                         |